# BarlowGirl
Le BarlowGirl sono state un gruppo musicale christian rock/CCM statunitense, originario di Chicago e attivo dal 2000 al 2012. La band, composta da tre sorelle, nel corso della sua attività ha pubblicato cinque album, di cui uno natalizio.

## Formazione
- Alyssa Barlow - voce, basso, tastiere
- Lauren Barlow - voce, batteria
- Rebecca Barlow - cori, chitarra

## Discografia
- 2004 - BarlowGirl
- 2005 - Another Journal Entry
- 2007 - How Can We Be Silent
- 2008 - Home for Christmas
- 2009 - Love & War